# Parco nazionale di Theth
Il Parco Nazionale di Theth (in albanese Parku Kombëtar i Thethit) era un parco nazionale nel nord dell'Albania . Nel 2022, il parco è stato accorpato ad altri per formare il Parco Nazionale delle Alpi Albanesi. Istituito nel 1966, il parco copriva 2 630 ha (26,3 km²) di un territorio comprendente parte delle Alpi Albanesi, comprendendo la porzione più ampia della Valle di Shala.
Il parco fu stato istituito per proteggere i vari ecosistemi, la biodiversità e il patrimonio culturale e storico della regione. Il terreno, prevalentemente elevato, presenta una varietà di ecosistemi tra cui valli, fiumi, montagne, cascate, fitte foreste e diverse formazioni rocciose. L'Unione Internazionale per la Conservazione della Natura (IUCN) ha classificato il parco nella Categoria II. Nel 2017, Theth ha anche ottenuto il riconoscimento di Centro storico protetto.
Il villaggio si estende attraverso la valle del fiume Shala ed è circondato su quattro lati da numerosi massicci, spesso alti oltre 2000 m, come il Radohima a ovest, l'Arapi e Poplluka a nord e il Jezerca a est. IllPasso Valbona conduce a ovest attraverso un sentiero di montagna, che separa il parco dal Parco Nazionale della Valle Valbona. Come la maggior parte delle Alpi Albanesi, il parco è dominato da rocce calcaree e dolomitiche e presenta importanti caratteristiche carsiche come il Canyon Grunas e la parete meridionale dell'Harapit, una delle più alte dei Balcani.

## Flora
Nonostante la sua superficie limitata, il parco si distingue per una flora molto diversificata con stime che variano tra le 1500 e le 1650 specie di piante di cui 70 specie in via di estinzione. La valle del Theth fa parte di un grande ecosistema preservato incontaminato. Biogeograficamente, nel parco si trovano l'ecoregione terrestre delle foreste miste dei Monti Dinarici del bioma a foglia larga e forestale temperata paleartica.
Ci sono tre tipi di foresta presenti nel parco. Il querceto si estende da un'altitudine compresa tra i 600 e gli 800 metri ed è dominato, tra l'altro, dalla quercia austriaca, dal carpino orientale, dal carpino nero, dal corniolo e dal frassino. Il faggeto è prevalentemente ricoperto da faggio comune, abete bianco e platano montano e lo si incontra tra i 900 ei 1.900 metri. Il fondo alpino, ad un'altitudine che varia dai 1.900 ai 2.300 metri, è caratterizzato da piante erbacee e arbustive tra cui spiccano il ginepro e il salice. Inoltre, tra le piante più importanti di questo piano figurano l'erba cipollina alpina, l'aster alpino e il trifoglio comune.

## Fauna
All'interno del territorio del parco sono state registrate solo 20 specie di mammiferi. Inoltre, nel parco abitano grandi mammiferi come l'orso bruno, il capriolo, il camoscio e specie rare o in via di estinzione come il lupo grigio, la lince e la capra selvatica. Sono state osservate 50 specie di uccelli, tra cui rapaci come l'aquila reale, grillaio, il picchio muratore, il pettirosso, il merlo, l'averla piccola, il gallo cedrone e la coturnice. A causa degli inverni rigidi, il parco ospita poche specie di rettili e anfibi. Nel parco risiedono un totale di 10 specie di rettili e 8 specie di anfibi, tra cui la salamandra alpina, la rana comune, il tritone alpino e la trota fario.